# موتوکی هاسگاوا
موتوکی هاسگاوا (ژاپنی: 長谷川 元希؛ زادهٔ ۱۰ دسامبر ۱۹۹۸) یک بازیکن فوتبال اهل ژاپن است.
از باشگاه‌هایی که در آن بازی کرده‌است می‌توان به باشگاه فوتبال ونتفورت کوفو اشاره کرد.